# Майдугури
Майду́гури (англ. Maiduguri) — город на северо-востоке Нигерии, административный центр федерального штата Борно.

## История
Город был основан в 1907 году как военный и административный форпост британских властей на севере Нигерии. Впоследствии стал резиденцией султана Борну вместо его старых столиц Кукава и Диква. Начиная с середины 1960-х годов город неоднократно был свидетелем крупных вспышек насилия на этнической и религиозной почве. Массовые столкновения разных религиозных групп отмечались в 1982 и 2001 годах.
В феврале 2006 года в городе имели место массовые волнения мусульманского населения, вызванные публикацией карикатур на пророка Мухаммеда в одной из датских газет. Волнения вылились в погромы в христианских кварталах. Было убито около 15 человек, 12 церквей сожжены. 14 мая 2013 года президент Нигерии Гудлак Джонатан в связи с деятельностью исламистской группировки Боко Харам ввёл в районе Майдугури и в ряде других районов на севере страны чрезвычайное положение. Около года в городе было относительно спокойно, однако 4 июня 2014 года в деревне Бардери близ Майдугурского университета на окраине города боевики Боко Харам совершили нападение на местных жителей, убив около 45 человек.

## География и климат
Город находится на северо-востоке страны, на берегу реки Нгадда, примерно в 100 километрах к юго-западу от озера Чад. В городе имеется университет, городской музей. С 1964 года к Майдугури проложена ветка транснигерийской железной дороги, связывающая город с побережьем Гвинейского залива (до Порт-Харкорта). Имеется международный аэропорт.
Климат Майдугури характеризуется как жаркий полуаридный. Рекордно высокая температура (47 °C) была отмечена 28 мая 1983 года, а рекордно низкая (5 °C) — 26 декабря 1979 года.
| Показатель                    | Янв. | Фев. | Март | Апр. | Май  | Июнь | Июль  | Авг.  | Сен. | Окт. | Нояб. | Дек. | Год   |
| ----------------------------- | ---- | ---- | ---- | ---- | ---- | ---- | ----- | ----- | ---- | ---- | ----- | ---- | ----- |
| Средний суточный максимум, °C | 31,9 | 34,6 | 37,8 | 40,1 | 39,4 | 36,4 | 33,2  | 32,0  | 33,7 | 36,4 | 34,2  | 32,2 | 34,9  |
| Средняя температура, °C       | 21,8 | 24,8 | 29,2 | 32,6 | 32,5 | 30,2 | 27,5  | 26,6  | 27,2 | 27,9 | 24,9  | 23,2 | 27,4  |
| Средний суточный минимум, °C  | 12,6 | 15,3 | 19,7 | 23,9 | 25,5 | 24,5 | 22,9  | 22,3  | 22,4 | 20,7 | 16,0  | 13,1 | 19,9  |
| Норма осадков, мм             | 0,0  | 0,0  | 0,3  | 13,0 | 30,5 | 73,8 | 147,1 | 193,2 | 83,0 | 11,1 | 0,0   | 0,1  | 552,1 |
| Источник:                     |      |      |      |      |      |      |       |       |      |      |       |      |       |

## Население
Численность населения по данным на 2006 год составляет 543 016 человека. Большинство населения относится к народности хауса, проживают в Майдугури также канури и арабы-шоа. Язык преподавания в университете — английский. Преобладающей религией является ислам, есть также христианское меньшинство. Город Майдугури является традиционным торговым центром Северной Нигерии. Уровень жизни в Майдугури выше, чем в среднем по Нигерии.